# La Gran Noche de la Corazón
El evento La Gran Noche de la Corazón es un certamen generalmente musical anualmente organizado por Radio Corazón en la ciudad de Santiago (Región Metropolitana, Chile) realizado en el Movistar Arena de la capital. El evento es transmitido en vivo vía satélite por la mencionada radio. En sus diferentes versiones los artistas invitados son generalmente del género de la Cumbia, siendo los más populares y solicitados en los diferentes programas de la estación radial quienes se han presentado en la mayoría (o en todas) de sus versiones. El evento cuenta con la animación de todas las voces de la radio organizadora.

## Historia
En el año 2009, la Radio Corazón cumplía 4 años en el primer lugar de los rankings de sintonía a nivel país, sin embargo, atravesó una dura crisis que incluso terminó con el despido de algunas voces radiales de la estación. Con el respaldo de la del conglomerado Ibero Americana Radio Chile en octubre del mismo año se realizó la primera versión del evento, que contó con los artistas más populares de la época de la música nacional, artistas como La Noche, Américo, Garras de Amor y La Cubanacán, y otros que se perfilaban como Noche de Brujas, Donko y la Secta y Reggaeton Boys. La fecha del evento calzó justo con la clasificación de la Selección Chilena al Mundial de Sudáfrica 2010, por tanto también se transmitió el partido por las pantallas del evento desde el escenario.
Debido al Terremoto que afectó a la zona centro-sur del país, el año 2010 no se realizó el festival.
Un año más tarde en abril de 2011, Radio Corazón anunció que realizará una nueva versión del evento el 11 de junio de ese año. Las localidades se agotaron rápidamente, por lo que poco a poco este mega evento comienza a ser considerado entre los festivales más importantes de la música tropical en Chile. Se presentaron artistas como Noche de Brujas, Américo y Leo Rey (excantante del grupo La Noche), entre otros.
Entre 2012 y 2015, se incluyó un número de humor dentro del espectáculo, el disuelto dúo Dinamita Show, el trío Los Atletas de la Risa y el imitador Stefan Kramer, de quienes, los segundos estuvieron en aquellas versiones respectivamente.
Así poco a poco este festival se ha ido consagrando dentro de los grandes mega eventos del año.
Para la versión de 2013, El evento fue transmitido vía streaming a través de la página web de Radio Corazón, siendo un éxito de sintonía. Sin embargo, no se siguió ocupando dicha transmisión en las siguientes versiones. Ese mismo año el grupo Noche de Brujas registra su presentación en un DVD en celebración de los 15 años de la agrupación, llamado "Noche de Brujas En Vivo - En La Noche de la Corazón". Dicha producción obtuvo Disco de Oro en Chile.

## Ediciones
En la lista que se detalla a continuación, se nombran los animadores del certamen y los artistas que se han presentado en el certamen:
| Evento | Evento                           | Animadores | Artistas invitados                                                                                 |
| ------ | -------------------------------- | --- | -------------------------------------------------------------------------------------------------- |
| I      | 10 de octubre de 2009            | Evelyn Bravo Julio Stark Roberto Artiagoitía Willy Sabor Patricio Torres Claudio Alegría Orellana                                                      | La Noche Américo Noche de Brujas Garras de Amor Reggaeton Boys La Cubanacán Donko y la Secta       |
| II     | 11 de junio de 2011              | Evelyn Bravo Julio Stark Roberto Artiagoitía Willy Sabor Patricio Torres Claudio Alegría Orellana                                                      | Américo Noche de Brujas Leo Rey Los Vásquez Croni-k Eyci and Cody La Sonora de Tommy Rey           |
| III    | 7 de julio de 2012               | Evelyn Bravo Julio Stark Roberto Artiagoitía Leo Caprile Patricio Torres Claudio Alegría Orellana Víctor Gutiérrez                                     | Américo Noche de Brujas La Noche Los Vásquez Jordan Dinamita Show Sonora Palacios                  |
| IV     | 6 de julio de 2013               | Evelyn Bravo Julio Stark Roberto Artiagoitía Leo Caprile Patricio Torres Claudio Alegría Orellana Víctor Gutiérrez Daniel Valenzuela Gonzalo Barrera   | Noche de Brujas Ráfaga Los Vásquez Megapuesta Jordan Los Atletas de la Risa La Sonora de Tommy Rey |
| V      | 12 de julio de 2014              | Evelyn Bravo Julio Stark Roberto Artiagoitía Leo Caprile Patricio Torres Claudio Alegría Orellana Víctor Gutiérrez Daniel Valenzuela Gonzalo Barrera   | Américo Noche de Brujas Los Vásquez Eyci and Cody Stefan Kramer Sonora Barón                       |
| VI     | 11 de julio de 2015              | Evelyn Bravo Julio Stark Roberto Artiagoitía Leo Caprile Patricio Torres Claudio Alegría Orellana Víctor Gutiérrez Daniel Valenzuela Gonzalo Barrera   | Américo Noche de Brujas La Noche Los Viking's 5 Los Atletas de la Risa Kombo con Clase Johnny Sky  |
| VII    | 2 de julio de 2016               | Evelyn Bravo Julio Stark Roberto Artiagoitía Leo Caprile Patricio Torres Claudio Alegría Orellana Víctor Gutiérrez                                     | Américo Noche de Brujas Los Vásquez La Sonora de Tommy Rey                                         |
| VIII   | 8 de julio de 2017               | Evelyn Bravo Julio Stark Leo Caprile Patricio Torres Claudio Alegría Orellana Víctor Gutiérrez                                                         | Noche de Brujas Los Vásquez Ráfaga (con Rodrigo Tapari) Jordan Pasto Seco                          |
| IX     | 7 de julio de 2018               | Evelyn Bravo Julio Stark Leo Caprile Patricio Torres Claudio Alegría Orellana Víctor Gutiérrez Francisco Kaminsky Roberto Artiagoitía Alejandro Chávez | Noche de Brujas / Américo / Luis Lambis Los Vásquez Villa Cariño                                   |
| X      | 6 de julio de 2019               | | Noche de Brujas Los Vásquez / Américo Moral Distraída Santaferia                                   |
| XI     | 27 de noviembre de 2020 (online) | | / Américo Fusión Humor (Humor) Noche de Brujas /La Rosa / Luis Lambis Ráfaga                       |